# エバレット (マサチューセッツ州)
エバレット（英: Everett）は、アメリカ合衆国マサチューセッツ州のミドルセックス郡にある都市。ボストンの北に位置する。人口は4万9075人（2020年）。
エバレットは二院制議会を持っていることでは、アメリカ合衆国で最後の都市であり、委員7人のアルダーマン委員会と、委員18人のコモン・カウンシルがあった。2011年11月8日、有権者が新しい市憲章を承認し、市議会を11人の委員による一院制に変更することになった。委員は市内6つの選挙区から各1人と、市全体を選ばれる5人で構成される。この変更は多くのエバレット住人の感情的な反応から引き起こされた。新しい市議会委員は2013年の選挙で選ばれた。

## 歴史
エバレットは当初チャールズタウンに、さらに後にはモールデンに属していた。1870年にモールデンから分離した。1892年、町から市に昇格した。1892年12月13日、アロンゾ・H・エバンスが、ジョージ・E・スミスを破って、初代エバレット市長になった。
市名は政治家のエドワード・エヴァレットにちなんで名付けられた。エヴァレットはマサチューセッツ州からアメリカ合衆国下院議員、同上院議員、第15代マサチューセッツ州知事、駐イギリス特命全権公使、アメリカ合衆国国務長官を歴任した。またハーバード大学の学長も務めた。

## 地理
エバレット市の北はモールデン市、東はリビア市、南東はチェルシー市、南はボストン市とミスティック川、西はサマービル市とメドフォード市に接している。ボストンからは北に4マイル (6 km) にある。グレンデール公園が市内最大の公園である。
アメリカ合衆国国勢調査局に拠れば、市域全面積は3.7平方マイル (9.6 km2)であり、このうち陸地3.4平方マイル (8.8 km2)、水域は0.3平方マイル (0.78 km2)で水域率は7.63%である。

## 人口動態
以下は2010年の国勢調査による人口統計データである。
| 基礎データ - 人口: 41,667 人 - 世帯数: 15,435 世帯 - 家族数: 9,554 家族 - 人口密度: 4,345.0人/km2（11,241.1 人/mi2） - 住居数: 15,908 軒 - 住居密度: 1,817.2軒/km2（4,701.3 軒/mi2） 人種別人口構成 - 白人: 53.6% - アフリカン・アメリカン: 14.3% - アジア人: 4.8% - 太平洋諸島系: 0.4% - その他の人種: 2% - 混血: 3.8% - ヒスパニック・ラテン系: 21.1% - エルサルバドル系: 9.3% - プエルトリコ系: 3.0% - コロンビア系: 1.1% - ドミニカ系: 1.1% - グアテマラ系: 1.0% - メキシコ系: 0.8% 年齢別人口構成 - 18歳未満: 21.6% - 18-24歳: 8.9% - 25-44歳: 34.8% - 45-64歳: 19.9% - 65歳以上: 14.7% - 年齢の中央値: 36歳 - 性比（女性100人あたり男性の人口） - 総人口: 91.0 - 18歳以上: 87.4 | 世帯と家族（対世帯数） - 18歳未満の子供がいる: 27.6% - 結婚・同居している夫婦: 41.8% - 未婚・離婚・死別女性が世帯主: 15.2% - 非家族世帯: 38.1% - 単身世帯: 31.3% - 65歳以上の老人1人暮らし: 11.8% - 平均構成人数 - 世帯: 2.45人 - 家族: 3.11人 収入と家計 - 収入の中央値 - 世帯: 49,737米ドル - 家族: 49,876米ドル - 性別 - 男性: 36,047米ドル - 女性: 30,764米ドル - 人口1人あたり収入: 23,876米ドル - 貧困線以下 - 対人口: 11.9% - 対家族数: 9.2% - 18歳未満: 16.9% - 65歳以上: 10.0% |

### 外国生まれの住人
2010年、エバレット住民の33%はアメリカ合衆国の国外で生まれていた。この比率は1990年時点では11%前後だった。

## 市政府と政治

### 市政府
エバレット市は市長・市政委員会方式の政府形態を採用しており、市長の任期は2年間である。エバレットの市議会はアルダーマン委員会とコモン・カウンシルの二院制だったが、2011年11月8日の住民投票で一院制に変わることになった。
市議会
委員は市内6つの選挙区から各1人と、市全体を選ばれる5人、合計11人で構成される。

### 登録有権者
| 民主党   | 9,970  | 52.02% |
| 共和党   | 975    | 5.09%  |
| 無党派   | 8,099  | 42.25% |
| 少数政党 | 123    | 0.64%  |
| 合計     | 19,167 | 100%   |

## 教育
エバレット市には公立学校が8校あり、小学校6校、中学校、高校各1校である。市内には私立学校も多く、教皇ヨハネ23世高校などがある。

## 見どころ
歴史あるリビアビーチ・パークウェイはアメリカ合衆国国家歴史登録財に指定されている。またリービット・コーポレーションは1924年からそのトレードマークであるテディ・ピーナッツバターを生産してきた。
2014年9月16日、マサチューセッツ州ゲーミング委員会は、ウィン・リゾートが16億ドルを掛けてエバレットに建設するカジノの提案を承認した。

## 著名な出身者

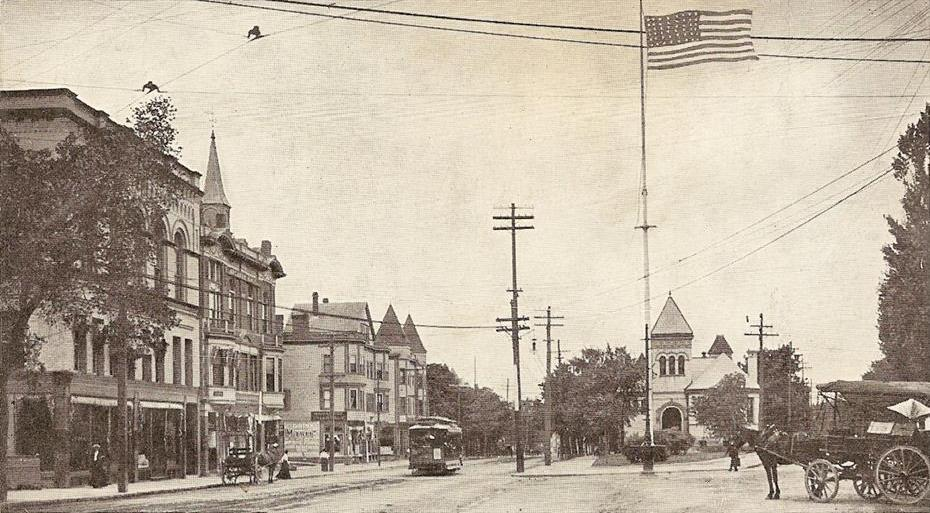
エバレット広場、1902年

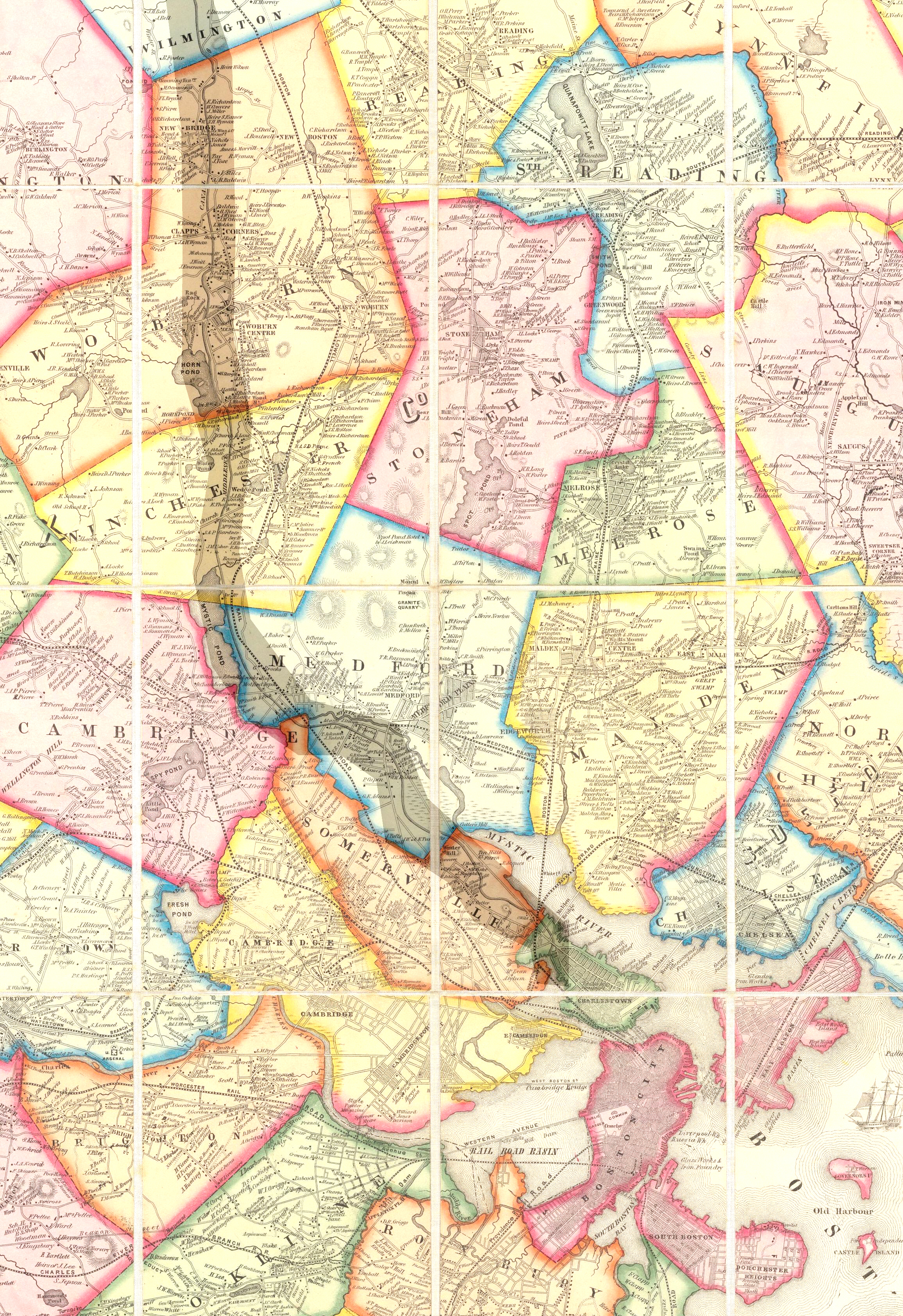
1852年のボストン地域図、サウスモールデンが後にエバレットになった

- ヴァネヴァー・ブッシュ - 技術者、原子爆弾計画の推進者
- ウォルター・T・カールトン - 実業家、日本電気創業者の一人
- エレン・ポンピオ - 女優

## 大衆文化の中で
- ABCテレビの番組『Boston's Finest』はエバレットが舞台になっている
- ベン・アフレックが監督・脚本・製作を担当した2007年の映画『ゴーン・ベイビー・ゴーン』はエバレットが舞台になっている
- アダム・サンドラーが主演した2012年の映画『俺のムスコ』と ケヴィン・ジェームズが主演した2012年の映画『闘魂先生 Mr.ネバーギブアップ』はエバレット高校で撮影された。